# Izohelia
Izohelia – pozytywowa technika tonorozdzielcza opracowana przez Witolda Romera w 1931, polegająca na przetworzeniu obrazu polegającym na utworzeniu w nim w efekcie końcowym kilku dowolnie wybranych odcieni wyraźnie oddzielonych od siebie jasnością, odpowiadającym punktom o tej samej gęstości optycznej w obrazie nieprzetworzonym, nazwanymi izohelami.

## Charakterystyka
W fotografii analogowej efekt izohelii osiąga się poprzez kopiowanie obrazu na błonach o bardzo dużej kontrastowości, przy zastosowaniu różnych czasów naświetlania, uzyskując pojedyncze izohelie jako rozgraniczenia między bielą a czernią na wyciągach negatywowych. Każda izohelia odpowiada innej gęstości w obrazie nieprzetworzonym. Kolejnym etapem jest naświetlenie papieru światłoczułego (po kolei) przez poszczególne wyciągi negatywowe, tworzącym izohelię o krotności równej ilości odcieni wyciągów oraz bieli.
Wizualnie – efektem końcowym izohelii jest wyraźna, schodkowa zmiana odcieni w obrazie, w odróżnieniu od ciągłej zmiany odcieni w obrazie nieprzetworzonym. W fotografii zapisanej cyfrowo izohelię uzyskuje się przez prostą schodkową modyfikację krzywej tonalnej.
Twórcą izohelii jest polski inżynier chemik, profesor Katedry Fototechniki Politechniki Wrocławskiej – Witold Romer. W Stanach Zjednoczonych odkryto izohelię jako skrajny przypadek metody masek kombinowanych, opracowanej przez firmę Kodak. Cyfrowy zapis obrazu zrewolucjonizował tonorozdzielczość metody masek kombinowanych i izohelii.